# Xã Deerfield, Quận Vernon, Missouri
Xã Deerfield (tiếng Anh: Deerfield Township) là một xã thuộc quận Vernon, tiểu bang Missouri, Hoa Kỳ. Năm 2010, dân số của xã này là 911 người.